# Nunciatura apostólica en España
La Nunciatura Apostólica en el Reino de España es la embajada de la Santa Sede en España. Es una oficina diplomática de la Santa Sede, cuyo representante se llama Nuncio Apostólico y tiene rango de embajador. Durante gran parte de los siglos XIX y XX, los titulares del cargo se convirtieron en cardenales con cargos en la Curia romana. El primer Nuncio permanente en España fue Francisco des Prats (1492-1503).

## Nuncios Apostólicos desde elsigloXIX
- Filippo Casoni (24 de mayo de 1794 - 23 de febrero de 1801, cardenal)
- Pietro Gravina (1 de marzo de 1803 - 8 de marzo de 1816, cardenal)
- Giacomo Giustiniani (6 de abril de 1817 - 13 de marzo de 1826, cardenal)
- Francesco Tiberi (9 de enero de 1827 - 2 de julio de 1832, cardenal)
- Luigi Amat di San Filippo e Sorso (13 de noviembre de 1832 - 31 de julio de 1835, cardenal)
- Vacante
- Giovanni Brunelli (13 de marzo de 1847 - 7 de marzo de 1853, cardenal)
- Lorenzo Barili (16 de octubre de 1857 - 13 de marzo de 1868, cardenal)
- Alessandro Franchi (13 de marzo de 1868 - junio de 1869, cardenal)
- Giovanni Simeoni (15 de marzo de 1875 - 17 de septiembre de 1875, cardenal)
- Giacomo Cattani (28 de enero de 1877 - 19 de septiembre de 1879, cardenal)
- Angelo Bianchi (30 de septiembre de 1879 - 15 de noviembre de 1887)
- Mariano Rampolla del Tindaro (19 de diciembre de 1882 - 2 de junio de 1887)
- Angelo Di Pietro (Nombrado el 23 de mayo de 1887 - 28 de junio de 1893)
- Serafino Cretoni (9 de mayo de 1893 Nombrado - 19 de abril de 1900)
- Giuseppe Francica-Nava de Bontifè (falleció el 25 de julio de 1896 - 7 de diciembre de 1928)
- Aristide Rinaldini (28 de diciembre de 1899 - 1907)
- Antonio Vico (21 de octubre de 1907 - 11 de febrero de 1915)
- Francesco Ragonesi (9 de febrero de 1913 - 9 de marzo de 1926)
- Federico Tedeschini (31 de marzo de 1921 - 25 de febrero de 1938)
- Gaetano Cicognani (16 de mayo de 1938 - 7 de diciembre de 1953)
- Ildebrando Antoniutti (21 de octubre de 1953 - 26 de julio de 1963)
- Antonio Riberi (28 de abril de 1962 - 16 de diciembre de 1967)
- Luigi Dadaglio (8 de julio de 1967 - 4 de octubre de 1980)
- Antonio Innocenti (4 de octubre de 1980 - 9 de enero de 1986)
- Mario Tagliaferri (20 de julio de 1985 - 13 de julio de 1995)
- Lajos Kada (22 de septiembre de 1995 - 1 de marzo de 2000)
- Manuel Monteiro de Castro (1 de marzo de 2000[1] – 3 de julio de 2009)
- Renzo Fratini (20 de agosto de 2009[2] -4 de julio de 2019)
- Bernardito Auza (1 de octubre de 2019[3]– 22 de marzo de 2025)[4]
- Piero Pioppo